# 金山县
金山县，上海旧县名。清雍正四年（1726年）置，1997年撤销，以原金山县的行政区域为金山区行政区域。

## 历史沿革
金山县因境内金山岛得名，置于清雍正四年（1726年），分娄县西南的胥浦乡全部和风泾、仙山、集贤、修竹4乡的一部置金山县，设县治于金山卫城，隶松江府。太平天国期间，县名改为“金珊县”，隶苏福江苏省松江郡。同治三年（1864年）太平军败，恢复旧建置。
民国3年（1914年）设沪海道于上海，金山县隶沪海道。民国16年（1927年）废沪海道，隶江苏省。民国22年（1933年），金山县属江苏省第四行政督察区，民国25年（1936年）改隶江苏省第三行政督察区。民国26年（1937年）11月5日，日军在金山卫登陆后县城沦陷，金山县政府流亡于江浙边境，隶江苏省江南行署。民国29年（1940年），成立汪精衛國民政府所轄之县政府，隸汪政權江蘇省。民国31-32年（1942-1943年），當局“清乡”，金山县政府改为金山特区公署，由驻嘉兴日军控制。民国34年（1945年），中國战胜后金山县仍隶江苏省第三区行政督察专员公署。
1949年，隶苏南行政区松江专区。1958年3月，松江专区撤销金山县改隶苏州专区；1958年11月，金山县划归上海市。1997年5月12日金山县撤县建区，建立金山区。